# 経度の歴史

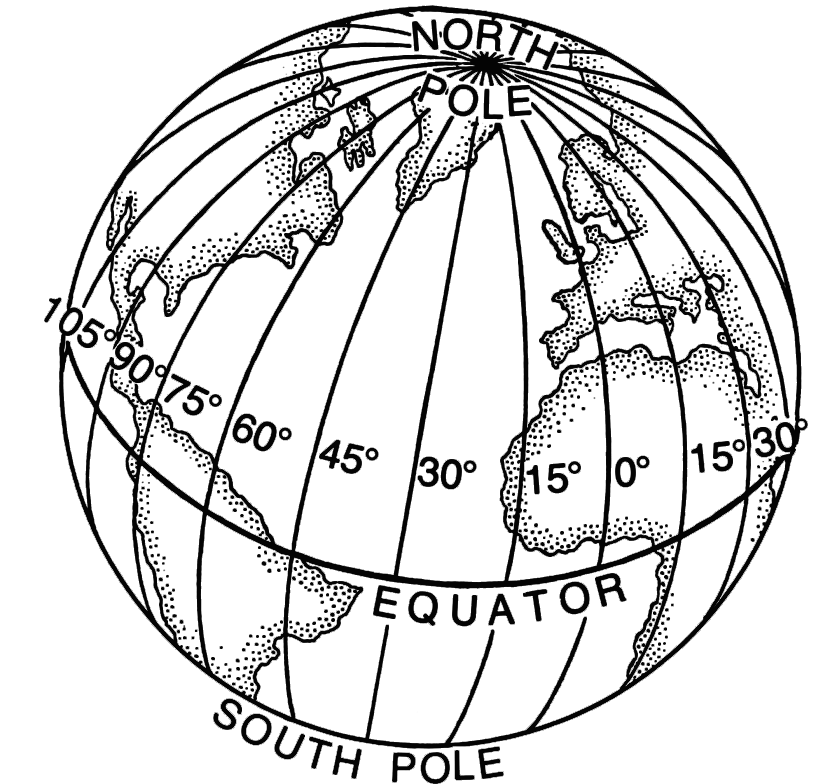
経度

経度の歴史（けいどのれきし）では、経度にまつわる歴史について記述する。
経度という概念は緯度とともに古代から存在したが、基準に基づく経度の測定は緯度と比べて難しく、正確に求められるようになるまでには長い年月を要した。
また海上で航海に必要とされる精度で経度を求めることは歴史的に困難な課題だったが、クロノメーターの開発により実用上解決された。経度の基準も、ロンドンのグリニッジ子午線を基準（本初子午線）として世界中で採用された。

## 古代

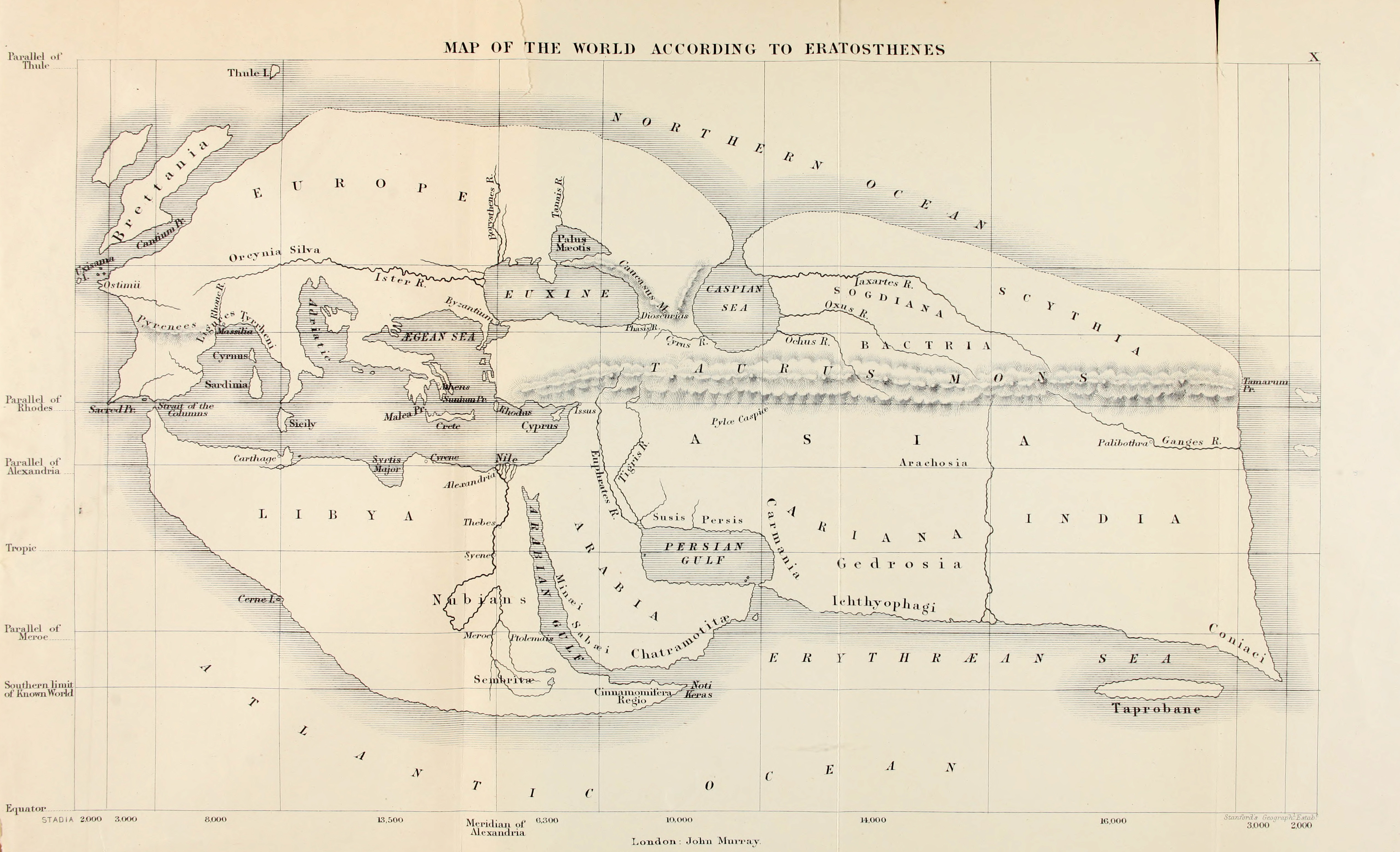
エラトステネスの地図（19世紀に再現されたもの）

地図を経線と緯線で区切って、その座標で各地点の位置を表すという発想は古くから存在した。古代に地球の大きさを求めた地理学者エラトステネスは、シェネ（アスワン）とアレクサンドリアを結んだ線を基準として、それと平行に数本の直線を引いた地図を作成した。ただしこの線の間隔は現在の地図のように等間隔ではない。また、基準としたシェネとアレクサンドリアも現在の観点からいえば同一子午線上にはなく、およそ3度ほどずれている。
その後、紀元前の天文学者であるヒッパルコスは、天球と同様に地球を自転軸を持つ球とみなし球面上の角度として経緯度を定義し、360分割した経線と緯線を考え、さらにその分割した1つの区間（1度）を60分、さらにその1分を60秒で表すといった、現在のような等間隔の経緯線網を考案した。
このヒッパルコスの方法を使って、プトレマイオスは実際に経度を記入した地図を作成した。この地図では、当時世界の最西端と思われていた幸福諸島（現マカロネシア）を子午線として、そこから経度180度までの間に約8,000箇所の経度が記されている。これらの経度は、旅行記などの資料を参考にしてまとめたものであるが、当時は経度を求める技術がまだ確立されていないため、その経度は実際よりも大きく外れたものになっている。また、プトレマイオスは『アルマゲスト』でバビロニアで観測されデータ、特に月食のデータを多く用いているが、このときアレクサンドリアとの時差を50分（実際は約58.5分）、つまり12.5度の経度差としている。
また同じ頃、中国でも経度の概念が生まれた。プトレマイオスと同じ時代に活躍した張衡は、地図上に縦横の線を延ばしてその座標で距離を求める方法を考え出した。これは、地図を絹織物に刺繍する際に、縦糸と横糸が交じり合うさまを見て思いついたといわれている。また3世紀になると裴秀も同じように縦横の線で位置を示す方法を提案し、その2つの座標にそれぞれ縦糸・横糸を意味する「経」「緯」という文字をあてた。ただし、中国の地図に引かれる直線は、地図の作図のための補助線にすぎず、経線や緯線とは根本的に異なるものであるとの説も、何人もの研究者によって提示されている。

## 中世

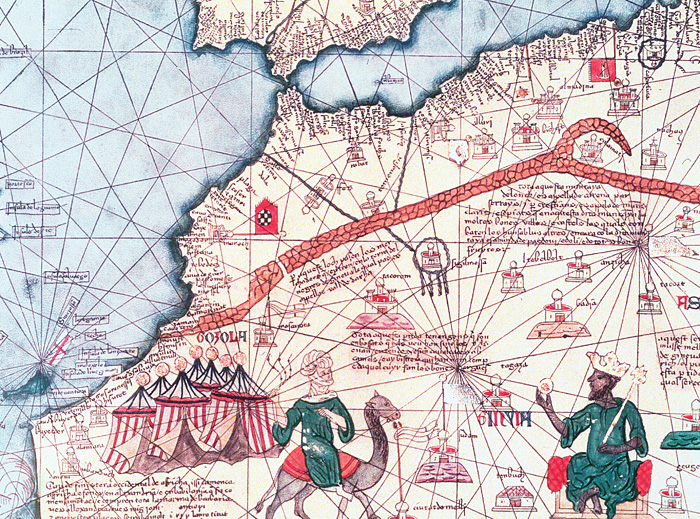
カタロニア図

中世に入ると、古代に培われた地理の技術は忘れ去られ、地図はTO図のような簡略化されたものになった。一方で、イスラム世界ではイスラム科学がおこり、地理学も発展をみせた。しかし実際に描かれた地図は大雑把なものがほとんどで、緯線は何本か書かれているが経線は書かれていない。ただし、各地の緯度と経度を記したリストは多数残っている。例えば、このようなリストは、天文表（ジージュ）の定番の内容であり、地図作成の準備のための文書や、地理学書にも残っている。これらのリストのサイズは600～2と様々である。また、1340年ごろのHamdallah al-Mustawfi al-Qazwini の地図には一度の刻みで経線と緯線の両方が描かれている。
やがてヨーロッパでは十字軍の遠征の影響により、海上交通が盛んになってゆき、そのため海の上で目的地までの距離や方角を把握することが必要になってきた。そのためポルトラノ海図（羅針儀海図）と呼ばれる新たな海図が生まれたが、代表的なポルトラノ海図のピサ図、カタロニア図などにおいても、経線は書かれていない。
経度が再び地図上に現れるには、プトレマイオスの地図が再発見される必要があった。1406年にプトレマイオスの『地理学』がラテン語に翻訳されると、それを元にして新たな地図が登場し、さらに「コスモグラフィア」と呼ばれる書物も多く出版された。1524年に出されたペトルス・アピアヌスのコスモグラフィアでは、世界各地の緯度と経度が記載された。
またこの頃には、地球儀も多く作られた。現存する最古の地球儀であるマルティン・ベハイムの地球儀は、経線はないが、赤道上に360度分の経度の目盛が振られている。しかし当時は地球の全体像が明らかになっていなかったため、その経度は特にアジアにおいて、実際と大きなずれが見られる。プトレマイオスの地図もアジアは実際より東に広く伸びた形となっていたが、ベハイムはそこからさらに位置を東に広げた。その結果、ヨーロッパの西端からアジアの端までの距離は、実際と比べると経度にして100度のずれがあった。
このようにアジアの経度を実際より東に広げる傾向は、ベハイムのみに限らなかった。同時代のクリストファー・コロンブスは、プトレマイオスの地図では経度で177度分の広さだったユーラシア大陸を48度引き伸ばし、そしてマルコ・ポーロの記述を元にさらに28度広げ、そのうえ中国から日本の東岸まで30度あると計算したため、結果としてヨーロッパの西端から日本までは283度あると見積もった。さらにコロンブスは経度1度の長さも現在より過少に考えていたので、スペインから大西洋を渡って日本に到達するには4,300kmの航海をすればよいと計算した。これは実際の距離よりも15,000km短い値であった。

## 大航海時代の始まりと経度
15世紀後半から、西欧の探検家たちは船を外洋へと進め、新しい大陸や航路を発見していった。
航海を成功させるには、広い海の上で自分の船の位置、すなわち緯度と経度を求めることが重要になってくる。このうち、緯度に関しては、比較的容易に求めることができた。夜に北極星の高度を測れば、それがほぼ現在地の緯度を示すことになる。また、太陽の高度を測定しても緯度を求めることができた。さらに、アストロラーベ、十字桿、背面桿、赤緯表といった、緯度を測るための道具も発明されていた。そのためコロンブスは1492年、緯線に沿って西へと移動することで新大陸を発見することができた。ヴァスコ・ダ・ガマが喜望峰に到達した時は、目的地の緯度が分かっていたため、その付近までまっすぐ南に船を動かし、そののちに東へ舵を取るというルートをとることができた。
それに対して経度を測定することは非常に困難であった。航海中の経度は主に、船の進行速度を測定して、それを元に進んだ距離を計算することで求めていた（推測法、dead reckoning）。その速度を計るには、船首から木片をくくりつけたロープを時々海に落とし、その木片の流れる時間から求めるといった方法（ダッチマンズ・ログ）などが使われていたが、この方法は正確性に欠いていた。
したがって大航海時代の初期は経度をある程度正確に測定する水準には達していなかった。しかし一方で、この時代の航海は経度に関する新しい条約を生んだ。
1493年、アレクサンデル6世は、ヴェルデ岬諸島から西へ100リーグの子午線（現在の西経38度線付近）を基準にして、そこから東で見つかった新領土をポルトガル領、西をスペイン領とすることに決めた。これに対してポルトガルは抗議し、1494年、境界線を西に270リーグ動かした（現在の西経46度30分）。いわゆるトルデシリャス条約である。トルデシリャス条約は公の国際政治の場で経度が登場した初めての例と言われているが、当時はこの経度を正確に知る手段は存在しなかった。

## 17世紀までの経度の測定方法とその成果
フェルディナンド・マゼランの世界一周航海により広い太平洋の存在が明らかになり、またゲラルドゥス・メルカトルら地理学者の活躍もあって、経度の大きなずれは解消していった。また海上で経度を求める動きも活発化していった。1587年、スペインのフェリペ2世は経度を正確に求めた者には賞金を出すと宣言し、1600年ごろにはオランダ政府も同様の態度を示した。1655年に出されたドイツ語の航海術の教科書には、経度を緯度と同じような精度で測定できれば、航海術は完成すると書かれていた。
そもそも理論的には、経度は太陽の南中時刻を異なる2点で観測し、その時間差を見ることで求めることができる。太陽の南中時刻は経度によって異なり、そのずれは地球一周（360度）で1日分（24時間）となるから、経度が15度離れていると南中時刻に1時間の差異が生まれる計算になる。そのため、たとえばある基準点で太陽が正午に南中して、その2時間後に別の場所で南中したとすると、両地点の経度の差は15×2=30度と求めることができる。
海上でこの方法を使うには、現在船がいる場所での時刻のほかに、遠く離れた別の場所（基準点）での時刻を知らなければならない。そのため、下記に示すような色々な方法が考案され、その一部はいくばくかの成果を上げることができた。

### 時計を使用する方法

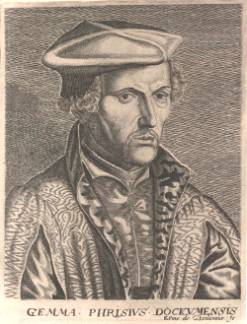
ゲンマ・フリシウス

出発地点の時刻に合わせた時計を持って航海に出る。航海中に天体観測により現在位置の時刻が分かれば、出発地と現地の時間差から経度を求められる。
フランドルの天文学者ゲンマ・フリシウスは1530年、持ち運べる時計があれば経度を測定できるとして、この方法を提案した。また英国のウィリアム・カニンガムも1559年に同様の提案をおこなった。しかしこの時代の時計は誤差が大きく、経度を測定するのに必要な精度は持っていなかった。
1656年、クリスティアーン・ホイヘンスは振り子時計を発明し、1658年には、自分の時計を使えば経度が測定できると述べた。ホイヘンスの時計は何度か船に載せられてテストされ、そのうち1664年に行われた試験航海では経度を正しく測定することができた。しかしこの時計が役を果たすのは天候が良い時に限られ、嵐で船が揺れると時計の振幅が乱れて正しく動かなくなってしまった。
ホイヘンスはこの欠点を改良するため、振り子の代わりにひげぜんまい方式を使用した時計を考案した。同じころ、ロバート・フックも同様の発明を行い、両者は特許を求めて争うことになったが、経度測定の点からいえば、両者の時計は共に実用化に適さないものであった。

### 日食・月食を利用する方法
日食や月食が起こる日時は事前に予測できる。そのため、航海中に食が起きた時間と、予測していた食の時間の差を見ることで経度が求められる。
この方法の歴史は古く、ヒッパルコスも月食を使って経度を求める案を出していた。また、１０世紀にはビールーニとアブール・ワファーが月食の同時観測を実施し、経度差の推測をしている。またコロンブスも、1494年と1504年の航海で、経度測定のために月食を観測したという記録があり、これが航海者として経度を求めた最初といわれている。しかしこの時の測定結果は、実際の経度とはかけ離れたものであった。
原理的にはこの方法により経度を求めることは可能であるが、日食や月食はそう頻繁に起こるものではなく、そのため観測の機会は限られた。また、特に月食の場合、食が起き始める時間を観測で特定するのは難しく、観測する人の個人差もあるため、正確性においても欠点を抱えていた。

### 木星の衛星を利用する方法

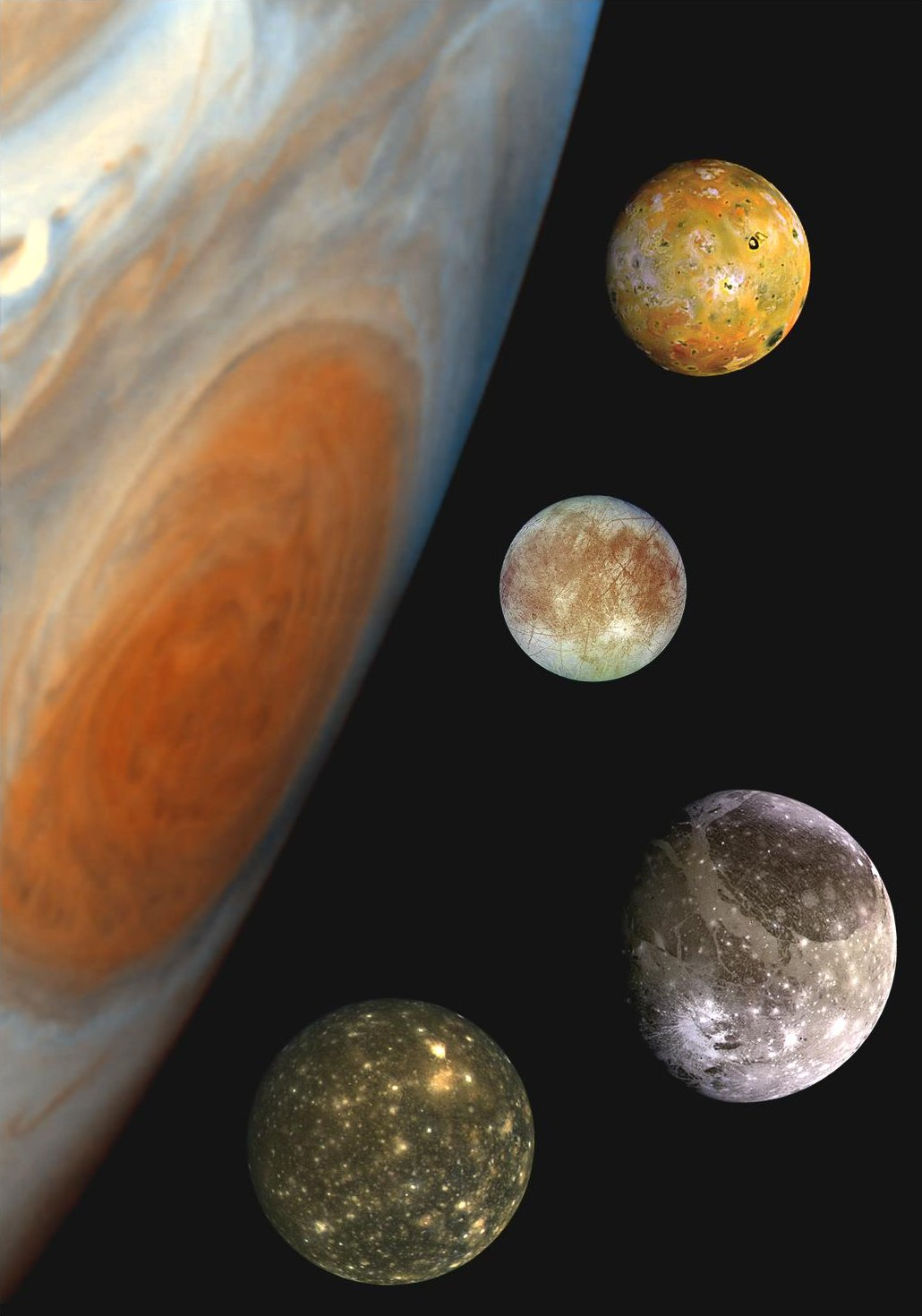
木星とその衛星（合成画像）

日食や月食の代わりに、木星の衛星（ガリレオ衛星）の食を利用する方法である。木星の衛星が木星の影にかくれて見えなくなったり、再び現れたりする時間を予測しておいて、それと実際に観測した時間との差から経度を求める。
この方法を最初に提案したのはガリレオ・ガリレイである。ガリレオは1610年に、木星に衛星があることを発見した。そしてその翌年から本格的に観測を行い、経度測定に役立たせようとした。
木星の衛星食が起こる回数は、日食や月食と比べて非常に多く、たとえば衛星イオは年間約1,000回の食が発生する。そのため経度を測定するには都合が良い。ガリレオはこの方法をスペインの懸賞に持ち込んだが、観測に手間がかかるという理由で受賞には至らなかった。この方法の欠点は、望遠鏡を使っても木星の衛星は小さくぼやけた形にしか見えないため、揺れる船上でその姿をとらえるのが非常に難しい点にあった。
しかしこの方法は、地上で経度を測るには有効であり、ガリレオの死後の1650年代ごろから使用されるようになった。ジョヴァンニ・カッシーニは長年の観測を元に1668年に新しい木星の運行表を作成した。そしてカッシーニは木星の衛星を使った経度の求め方を手紙で天文学者に伝え、実践を呼びかけた。ジャン・ピカールとフィリップ・ド・ラ・イールは1679年から三角測量を使ってフランス海岸線の測量を始めたが、この時の経度の確定も木星の衛星を観測することにより行っていた。
17世紀の終わりごろには、この方法を使った経度測定の精度は1度以内にまで向上した。

### 月距法

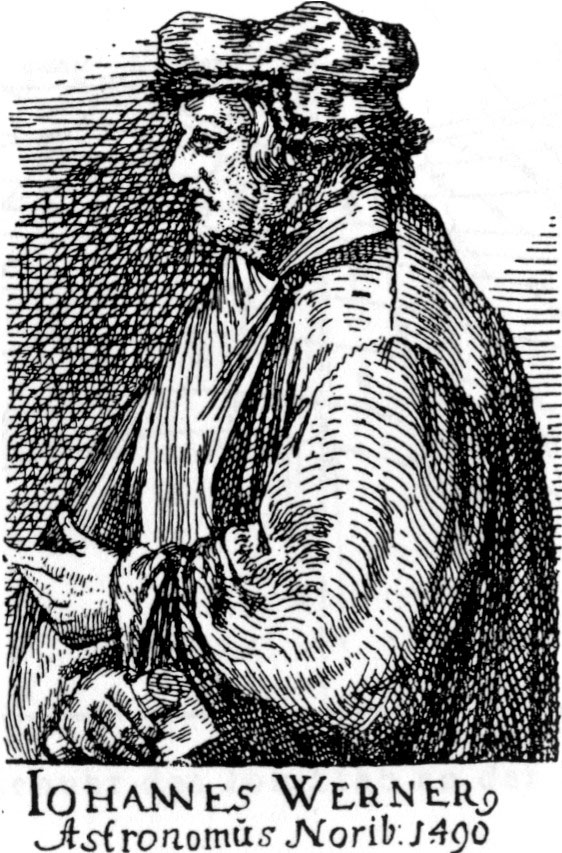
ヨハネス・ヴェルナー

月距法（Lunar distance method）とは、月自体の運動・位置を観測し経度を求める方法である。月食を用いる方法とは区別される。
夜、月は夜空の星々の中を移動してゆくので、ある恒星と月との位置関係は時間によって異なる。この動きを予測しておいて、基準となる地点で、ある恒星と月が最も近づく時刻を調べておく。そして航海中に観測を行い、その時間のずれから経度を求める。昼間に月が見える時は、太陽と月の角距離を調べることでも経度が求められる。
この方法はヨハネス・ヴェルナーによって1514年に唱えられた。その後ピーター・アピアンもこの方法を広めた。しかしヴェルナーやアピアンの時代には、恒星の正確な位置や月の動きについて詳しく分かっておらず、船上で月と星の距離を測る技術もなかったため、実用化には至らなかった。

### 偏角を利用した方法

偏角はこのように場所や年代によって複雑に変化している。

方位磁針などの磁石はN極が北を向いて止まるといわれているが、実際には、磁石が指し示す北は、一般的には地理上の北極点の向きと一致しない。この両者のずれが磁気偏角である（偏差、または偏角とも呼ばれる）。偏角の大きさは測定する場所によって異なる。
この偏角が経度に応じて変化するという説にもとづいて、偏角を求めることで経度を測定するという方法が存在した。
たとえばジョアン・デ・リスボアは1514年に書かれた手記で、アゾレス諸島のサンタマリア島は偏角がゼロ（磁石のN極の向きと北極点の向きが一致する）の地点であり、そこから東西に離れるに従って偏角は増し、90度離れた地点で最大偏角45度に達すると記した。そのため、偏角を測定すればその場所の経度が求められると主張した。また、ルイ・ファレイロは1535年に印刷された論文で、同じような理論を展開した（ただしファレイロは、最大の偏角は90度と述べている）。
偏角を使った方法は天体観測に頼らずに経度を測定できるため、一部で期待されていたが、偏角に関するデータが少なく実用化には結びつかずにいた。
ポルトガルの貴族ジョン・デ・カストロは、1538年から1541年までのあいだに3回の航海を行い、その間に合計127回偏角を測定した。しかしカストロは偏角と経度との関係を見出すことができなかったため、偏角は経度差に比例しないと結論づけた。
しかしカストロの報告の後もこの方法は完全になくならず、17世紀初頭の段階でも賛否が分かれていた。しかし実際のところ、ウィリアム・ボーンが1574年に主張したように、等偏角線は経度に沿って直線状に伸びてゆくものではなく、複雑な曲線を描いている。また、エドモンド・ハレーが測定で導き出したように、地球の磁気は時間によっても異なるので、この方法で経度を求めることはできない。

### その他の方法
1699年、サミュエル・フィラーは、地平線から天頂に向かって夜空の星をつないだ架空の線を何本も作って、それをもとに経度を求める案を考え出した。基準となる地点で、どの線がいつ、どの位置にくるのかが予測できていれば、現在地で線を観測してそのずれを調べることで経度が求められる。しかしこの方法を使うための星のデータが不足していたため、実用化には至らなかった。
ドイツ人のアンドレ・ロイスナー・オブ・ネイスネットは1668年、陸上と海上の両方で走行速度が分かる「走行距離計オドメーター」と呼ばれる装置を、フランスのルイ14世に売り込んだ。国王は、これで本当に経度が求められれば報奨金を出すと約束したが、テストの結果は思わしくなく、ロイスナーは賞金を得られなかった。
フランスのル・シュール・ド・サン・ピエールは、月や星の簡単な天体観測だけで経度が計算できると主張した。これはルイーズ・ケルアイユの興味をひいたため、1674年、諮問委員会が作られて調査が行われた。しかし委員会の補佐役だったジョン・フラムスティードは、この方法は実際に使うには困難な点が多く、他にもっと優れた方法があるとして、賛同しなかった。
また、1687年には、「共感の粉」と呼ばれる薬を使用して経度を求めるという突飛な案も現れた（詳細は武器軟膏を参照）。

## 経度法

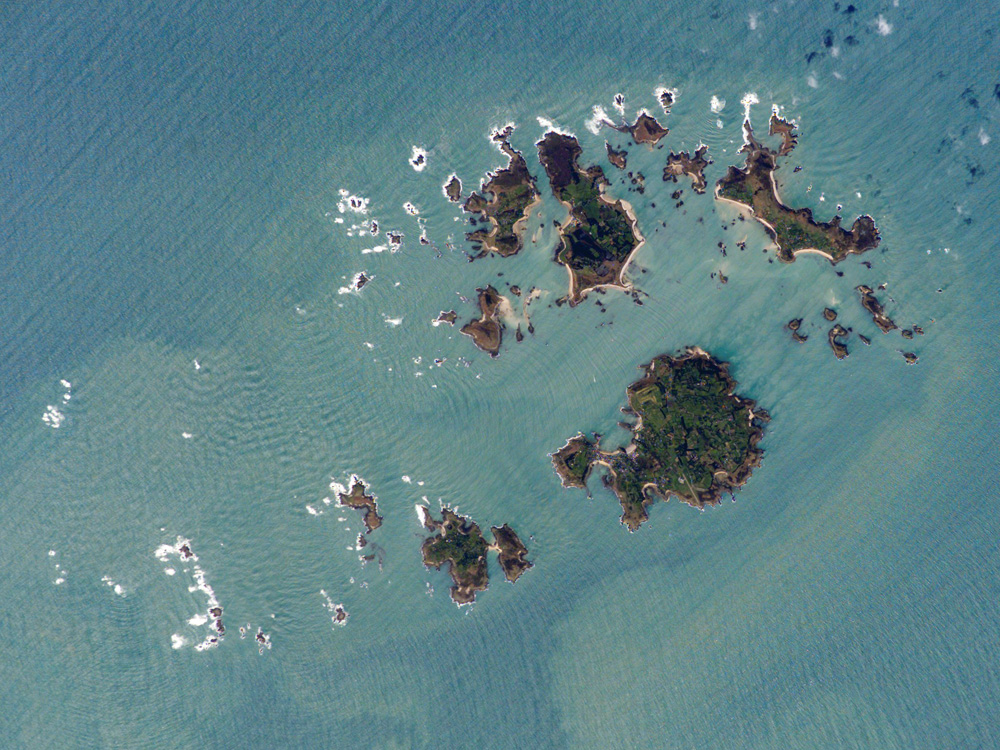
シリー諸島

17世紀から、測量には三角測量が使われるようになった。また、上に述べた木星の衛星などに代表される天体観測も利用することで、陸上で経度を求める技術は向上し、1650年代には経度を正確に求められるようになった。
しかし、海上で経度を求める方法は、いずれの提案にも欠点があり、決定的な方法は見つかっていなかった。そのため航海中の経度は相変わらず、船が進む速度を元にして測る推測法に頼っていた。1667年にパリ天文台が、1675年にはグリニッジ天文台が建設されたが、これらの天文台がつくられた目的の一つに、正確な経度を求めるということが挙げられていた。
1707年、シリー諸島で英国の軍艦4隻が座礁し、2,000名近くの死亡者を出すという事故が起こった。英国では、この事故が起きたのは航海中の経度が正しく測定できなかったからだとする見方が広まり、経度を求める動きがいっそう活発化した。
数学者であるウィリアム・ウィストンとハンフリー・ディトンの2人は、1713年、新たな経度測定方法を考え出した。それは、海上に適当な間隔で船を配置させておいて、一定時間おきにその船から大砲を発射させるというものであった。航海中の船は、その大砲の音と光を頼りに経度を求める。
2人のアイディアは1713年から1714年にかけて何度か発表されたが、実現には多額の費用がかかるという点や、その他数々の欠点により批判を浴びた。ジョン・アーバスノット（en:John Arbuthnot）は、2人の提案について、「これまでに人が思いついたことのなかで、これほど馬鹿げたものはかつてない」と記した。しかしそれでもなお、2人は1714年4月、経度測定法の開発を奨励する法案を出すべきだと英国議会に求め出た。
その1か月後には、海軍士官、商人、商船船長らにより同様の趣旨の請願書が議会に提出された。この2つの請願書について下院内の委員会で検討が行われた。委員会に呼ばれた王立協会会長アイザック・ニュートンは、経度を求める方法として、時計を利用する方法、木星の衛星を利用する方法、月距法、大砲による方法の4つを挙げ、現在は実現にはどれも問題を抱えていると報告した。
検討は速やかに進み、委員会は報告書を作成、7月には経度法が成立した。経度法は、経度を正確に求めた者に賞金（経度賞）を与える規定になっており、その内容と金額は以下の通りであった。
- 経度誤差が2分の1度以内の測定方法：20,000ポンド
- 経度誤差が3分の2度以内の測定方法：15,000ポンド
- 経度誤差が1度以内の測定方法：10,000ポンド

そして寄せられた測定方法を審査する機関として、経度委員会がつくられた。委員には海軍大臣などの海軍関係者、下院議長、グリニッジ天文台長、大学教授ら23人が選ばれた。

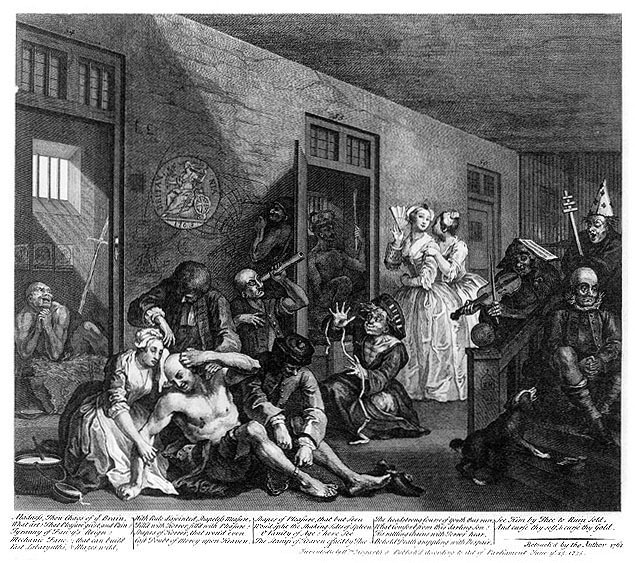
放蕩一代記より。紙筒を覗き込んでいる人の後ろにいるのが、経度を測定している人。

経度法の制定後、数多くのアイディアが発表され、委員会にも応募作が寄せられたが、そのほとんどは役に立つものではなかった。委員会は1828年まで存在したが、それまでに届いた案の中には、経度測定の方法や測定機器、天体観測の道具などの他に、舵や碇の改良法、水深を測る機械、海水を浄化する方法といった、航海そのものに関する技術、さらには、永久運動する機械の発明、円積問題の解法、宇宙の成り立ちについて述べた作品、円周率の求め方といった、経度とまったく関係ないものも含まれていた。
結局のところ、経度法制定後もしばらくは有効な方法は生まれなかった。1726年に発表されたジョナサン・スウィフトの『ガリヴァー旅行記』では、不死の人がいる国にたどりついた主人公が、もし自分も死ぬことがなければ、「経度測定法や永久運動や万能薬等の発見を始め、その他もろもろの発明の完成をこの目で見ることもできよう」と語る場面があり、経度を求めることを永久運動や万能薬と同列にとらえている。また、ウィリアム・ホガースにより1735年に発表された版画放蕩一代記では、精神病院で、木の棒を使って演奏する人、ローマ教皇のようにふるまっている人らにまじって、「経度を測定しようとしている人」が描かれている。この頃は、「経度を発見する(finding the longitude)」という言葉自体が、不可能であるという意味で使われていた。

## クロノメーターと月距法

### クロノメーターの開発とジョン・ハリソン

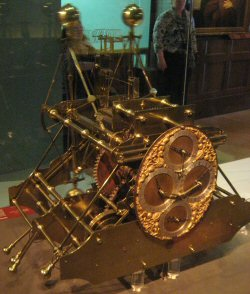
ジョン・ハリソンが製作したクロノメーター「H-1」

1714年、ジェレミー・サッカー（en:Jeremy Thacker）は、自分が考案したクロノメーターを使えば、他のどの時計よりも正確に経度を求めることができると述べた。これがクロノメーターという単語が初めて使われた例であり、以後、船上で使われる時計をクロノメーターと呼ぶことは一般的になっていった。
サッカーのクロノメーターは、船の揺れや気圧・湿度の変化による影響を受けないための工夫が見られたが、温度変化には対応できず、温度計の目盛りを見ながら計算を行わなければならなかった。また、好条件が整っていても、1日あたり6秒のずれが生じた。この誤差は従来の時計よりも格段に優れたものであったが、経度誤差2分の1度を達成するには誤差を3秒以内に抑える必要があった。
1730年、時計職人のジョン・ハリソンは、正確かつ安定した時計の製作は可能と主張し、1735年に自身初のクロノメーター「H-1」を完成させた。H-1は翌1736年に試験のための航海に出された。ただし経度法に定められた西インド諸島ではなく、それよりも短いリスボンまでの航海となった。
航海においてH-1は正確に時を刻むことができたため、1737年に経度委員会が招集され、会合が行われた。これが記録上では経度委員会の初めての会合である。
委員の評価も上々であったが、この時ハリソンは、自分の時計にはまだ改良の余地があるから、西インド諸島への正式な試験航海は待って欲しいと願い出た。そしてハリソンは、委員会から受け取った製作資金を元に、新たなクロノメーターH-2（1741年）、H-3（1757年）を発表していった。さらに1759年にはH-4が完成し、1761年から1762年にかけて、ジャマイカまでの試験航海が行われた。
81日間の航海でH-4の誤差は5.1秒であり、経度法の定める規定を達成できていた。しかし委員会はこれに納得せず、もう1度試験航海を行う必要があると結論した。

### 月距法の進展
同じ時代、月距法による経度の測定も進展がみられた。月距法で経度を正確に測るには、星の位置を示した星表、測定を行うための観測機器、月の運動を知るための運動理論の3つの改良が必要になる。このうち、星表については、グリニッジの初代天文台長フラムスティードによってまとめられた「ブリタニカ星表」が1725年に出版され、また他の天文学者による貢献もあり、精度を増していった。また観測機器については、1731年にジョン・ハドリーが八分儀を発明した。また、トーマス・ゴドフリも同じ時期に同様の発明を行っている。これにより、以前よりも正確に月の角距離を求められるようになった。
最後の運動理論については、フラムスティードの後任の天文台長であるハレーらも取り組んだが、最終的に解決に導いたのはドイツのトビアス・マイヤーであった。マイヤーは1752年に月と太陽の運動に関する表（月行表）発表し、これを使えば経度法に定める範囲で経度を測定できると思った。レオンハルト・オイラーはマイヤーの表を高く評価し、表の数式化などに協力した。そしてマイヤーは1755年、この月行表を、経度委員であった海軍のジョージ・アンソンに送った。
その後この表はハレーの後任の天文台長であるジェームズ・ブラッドリーの手に渡り、調査が行われた。ブラッドリーは1758年に調査の結果として、この表は2分の1度以内の精度で経度を求めることができると報告した。
こうして月距法に必要な3要件が出そろった形となり、委員会は詳細な審査を開始した。しかし七年戦争などの影響でその裁定は遅れ、マイヤーは結果を待たずして1762年に死去した。

### 月距法の成功とマスケリン

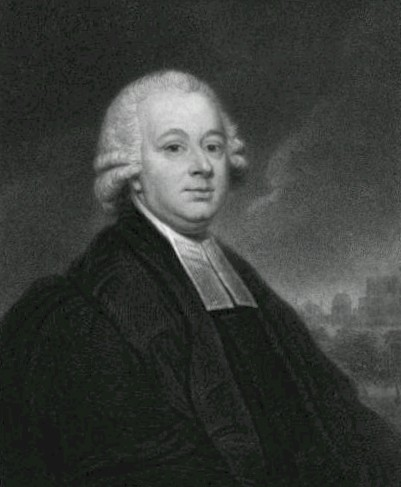
ネヴィル・マスケリン

クロノメーターを使用した測定と月距法による測定のどちらでも経度を求める見込みが出てきたが、経度委員会がより期待をかけたのは月距法のほうであった。なかでもネヴィル・マスケリンは月距法に傾倒し、マイヤーの表をもとに研究を続けた。そして1761年、金星の日面通過の観測のためセントヘレナ島へ向かい、その時に月距法を用いた経度測定を行った。日面通過の観測は天候の関係で上手くゆかなかったが、経度の測定には成功した。これによりマスケリンは月距法に対する信頼を深め、1763年、マイヤーの理論を元にした『英国航海者ガイド』を出版した。1765年、マスケリンの本を参考にして経度を測定した4人の船員は、全員が、誤差は1度以内だったと証言した。ただしこの方法は計算が厄介で算出するのに4時間かかることが難点であった。
一方でクロノメーターH-4を使用した2度目の試験航海も1764年に行われた。この時にH-4で測定したポーツマス-バルバドス間の経度は、木星衛星の食を使って求められた値と比較され、その誤差は8.5地理マイルであった。これは経度法の規定を3倍以上上回る高い精度であった。
委員会は、H-4の性能についてはようやく認めたが、ハリソンが賞金を全額受け取るには、今までのクロノメーターを全部提出し、そしてH-4の機構を公開したうえで、複製を2個作らなければならないと要求した。こうしてハリソンと経度委員会の関係は悪化していったが、1765年にマスケリンがグリニッジ天文台長に就任したことで、委員会のハリソンに対する圧力はさらに強まることとなった。
また、マスケリンは天文台長に就任した翌年から、『航海暦（The Nautical Almanac）』を毎年出版した。『航海暦』には3時間ごとの月と太陽の位置が記されていた。このマスケリンの活動により、月距法を使った経度測定は使い勝手が良くなり、算出にかかる時間も4時間から30分に短縮された。

### クロノメーターとキャプテン・クック

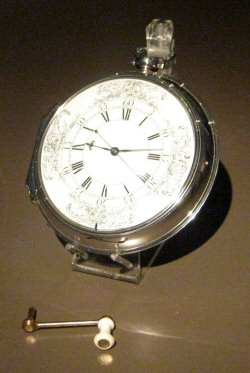
ジョン・ハリソンが製作したクロノメーター「H-4」

ハリソンは経度委員の指示通り、H-4の設計図を提出し、自らの手でH-4の分解、組み立てを行い、原理を説明した。H-4はその後マスケリンの手により室内でテストが行われたが、この時は1日に20秒進んだりするなど、正確な時を刻むことができなかった。そのためマスケリンは、H-4は経度を測定するのに充分でないと結論した。
ハリソンはこのテストに不満を持ち、批判を行った。一方で規定に従い、1770年にH-4の複製品「H-5」を完成させた。規定によればハリソンはもう1個複製品を作らなければならないが、すでに老年となったハリソンには製作・テストのための時間が残されているとは限らなかった。
ハリソンの息子のウィリアム・ハリソンは1772年、国王に手紙を送り、現在の状況を伝えた。ジョージ3世はハリソンに同情し、H-5を使用して自らテストを行った。このテストでH-5は1日の誤差0.3秒という高い性能を発揮した。そのためハリソンは国王の協力を得ることができ、結果的に1773年、議会から賞金を受け取ることができた。
H-4はハリソン自身が作った複製品H-5の他に、時計職人ラーカム・ケンドール（en:Larcum Kendall）によっても複製が作られた。1770年に完成され「K-1」と名付けられたこの時計は、ジェームズ・クックによる2回目の航海に携行された。クックは航海中に天体観測との比較により精度を確かめ、その結果、高い精度で経度を測定できることが認められた。クックはK-1を「われわれのもっとも信頼できる友人」と呼び、帰国後にその高い性能を褒め称えた。

### クロノメーターの普及
H-4やK-1を使った航海により、クロノメーターを使用した経度測定の有効性が確かめられた。しかしこれらの時計は数が少なく高価であったため、当初は使用できる機会が限られていた。
ケンドールはK-1製作後、より安価なK-2（1772年）、K-3（1774年）を製作したが、性能的にはK-1に劣っていた。トーマス・マッジは1774年に初めてクロノメーターを製作し、1777年にさらに2個の時計を製作した。マッジの時計はグリニッジ天文台でテストされたが、マスケリンはその性能を認めず、その後マッジとその息子はマスケリンと争うこととなった。
クロノメーターの大量生産はジョン・アーノルドによって成し遂げられた。アーノルドが作った最初の時計はクックの2回目の航海の時にK-1とともに携行されたが、これは気象の変化による誤差が大きく、航海には適さなかった。しかし1779年に作られた「ナンバー36」と呼ばれるクロノメーターは高い性能を示し、マスケリンらによるテストでも誤差は1日に3秒以内におさまった。アーノルドは1785年に工場を開設し、大量生産への道筋を作った。
またトーマス・アーンショウも高い性能のクロノメーターを多く製作した。アーノルドとアーンショウはライバルとなり、また、クロノメーターの機構である脱進機の特許をめぐって論争にもなった。マスケリンはアーンショウのクロノメーターを気に入り、今までテストしたクロノメーターの中で最も優秀だと評した。
フランスでも、ピエール・ル・ロワやフェルディナント・ベルトゥーによりクロノメーターの開発が進み、1770年代には実用化できるようになった。また1795年には、英国のイギリス経度委員会にならってフランス経度局を設立した。
アーノルドやアーンショウの影響で、クロノメーターは安価で購入できるようになった。ケンドールがK-1を作る時は500ポンドの製作費がかかったが、1780年代には65～80ポンドで手に入るようになった。それでも18世紀中は航海における使用機会があまりなかったが、19世紀に入ると普及していった。1815年時点で使われていたクロノメーターはおよそ5,000個に達し、1隻の船が複数個のクロノメーターを持っていることも珍しくなくなっていった。
一方で月距法による経度測定は、『航海暦』による改良はあったものの、当初は測定技術を習得している人が少なかったため、中々普及しなかった。18世紀末に行われた数々の航海により、実践的に月距法を学ぶ機会があったことで、19世紀からは良く利用されるようになったが、クロノメーターが使われるようになると、月距法は手間がかかり計算間違いも生みやすいという理由でしだいに使われなくなっていった。

## 報時球の設置

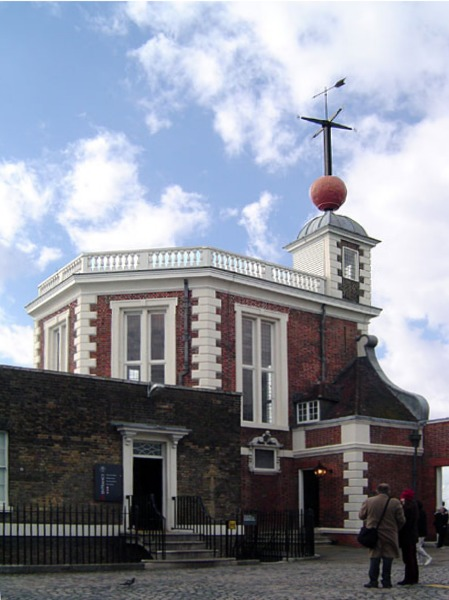
グリニッジ天文台と報時球

クロノメーターで経度を求めるためには、出航前にクロノメーターの時間をしっかりと合わせておく必要がある。そのため19世紀には、報時球（タイムボール、en:Time ball）と呼ばれる設備が登場した。
報時球は高い塔の上にあげられる球で、毎日決められた時間にその球が落下する。周りにいる船は球が落ちるのを観測することで時計の時刻を合わせる。報時球はグリニッジ天文台に1833年に初めて設置され、その後1840年代までにモーリシャス島、セントヘレナ、喜望峰、マドラス、ムンバイにも置かれた。グリニッジの報時球は現在でも稼働を続けている。

## 本初子午線の決定
経度を数値で表すには、経度0度の線、すなわち本初子午線を設けなければならない。しかし大航海時代以降に作られた地図の本初子午線は統一されておらず、プトレマイオスのように幸福諸島を基準としていたり、あるいはトルデシリャス条約で定められた線を基準としたり、あるいはカーボヴェルデを基準としたりなど、様々であった。
しかしマスケリンにより1767年から毎年出版された『航海暦』の影響により、これが採用していたグリニッジ子午線が次第に優勢に使われるようになっていった。
1870年代から、経度の基準となる本初子午線を決める動きが模索され始めた。1871年、第1回国際地理学会（IGC）が開かれ、そこで、すべての航海用海図はグリニッジを経度の基準にするよう定めた決議文が採択された。そのため海図はグリニッジ子午線で統一されるようになっていったが、陸上の地図は、まだ各国でばらばらの本初子午線を使用していた。
この陸上の本初子午線を統一するのには、フランスを中心に反対も多かったが、結果的に、1884年に開かれた国際子午線会議で行われた投票の結果、グリニッジを基準とすることが決められた。

## 通信網の発展と経度

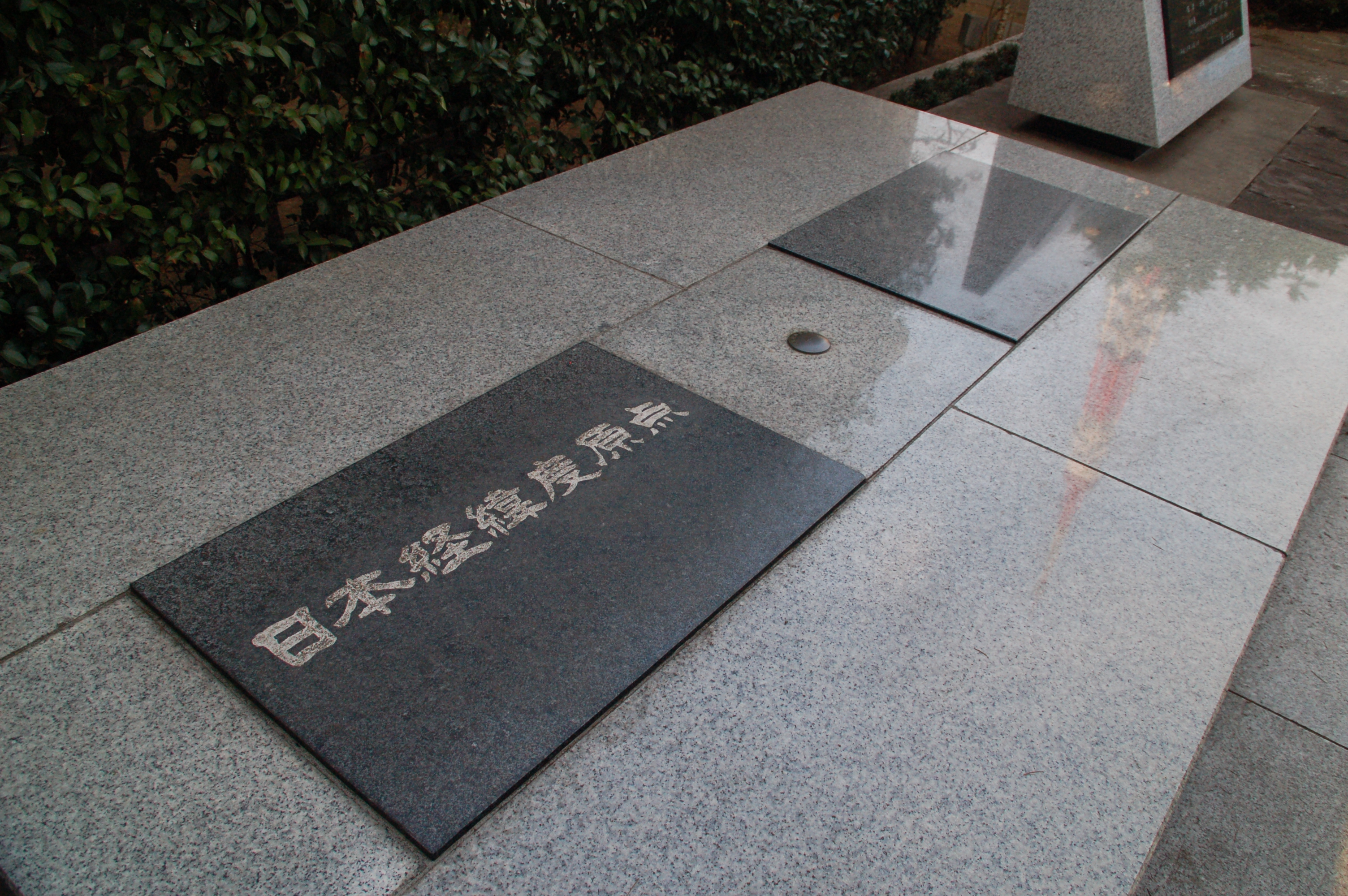
日本経緯度原点

19世紀、電信が実用化されると、これを経度測定に利用することが可能になった。そして実際に1844年のアメリカで、電信を使ってワシントンD.C.とボルチモアの経度差を求める試みがなされたが、測定結果は不正確なものに終わり成功しなかった。しかし1846年におこなったワシントンD.C.-フィラデルフィア間の経度差測定は成功した。そしてこの方法は世界中に広まり、確立されていった。
1850年以降は、電信用の海底ケーブルが敷かれるようになった。たとえば1866年、ヨーロッパとアメリカ大陸は大西洋横断電信ケーブルで結ばれたが、このケーブルを敷設していた蒸気船グレート・イースタンは、敷設中に毎日グリニッジからの時報をケーブルを通して受け取っていた。そのため、船は正確な経度を知ることができた。大西洋横断電信ケーブルの開通後は、ケーブルを利用して英国-アメリカ間や、フランス-アメリカ間の経度差が測定されるようになった。
また1871年、海底ケーブルは日本とヨーロッパを結んだ。1874年に起きた金星の日面通過は、地理的に日本が観測に適していたので、欧米の観測隊が多数来日した。その時観測地の経度を求めるのに、このケーブルが使用された。
さらに日本の電信ケーブルは、1892年に日本の経緯度原点を定める時にも使用された。経緯度原点は当時の東京天文台があった場所（現在の東京都港区麻布台）に定めたが、この経度は、東京と、すでに経度の分かっている長崎の2か所で天体観測を行い、その時間差を電信ケーブルを使った通信で確認することで求めている。このように、電信と天体観測で経度を求める方法は「電信法」と呼ばれた。
アメリカの海軍も電信を使った経度の測定に熱心に取り組んだ。1874年から測定を行い、南米やヨーロッパなどで多数の地点の経度を確定させた。
20世紀になって無線通信が実用化されると、船から無線の時報を受信することで経度が求められるようになった。さらに、従来の報時球の代わりに、無線を利用して時間を知らせるようになった。アメリカのアーリントン海軍電信所では1904年から試験運用を始め、1905年から正式に運用が開始された。フランスでは1909年、ドイツでは1910年、日本では1911年からの開始となった。
無線通信の発達は、月距法による経度測定の役割を奪うこととなった。もともとこの時代、海上における経度測定はクロノメーターによる方法が主流で、月距法はそのクロノメーターが正しく動いているかの確認に使われるのみとなっていたが、無線によって時間が分かるようになると、その必要性すらなくなったのである。結果として英国の『航海暦』では、1907年から月の角距離の方法が掲載されなくなった。

## 衛星航法システムの利用
アメリカ合衆国は1912年より公式にグリニッジ子午線を本初子午線として採用し、そして北米測地系（North American Datum）を構築していた。しかしアメリカ国防総省による1960年の世界測地系（World Geodetic System）の策定時には、人工衛星信号のドップラー周波数シフトの測定により、北米測地系の本初子午線のずれが次第に分かりつつあった。
実際に1960年前後より開発された最初の全地球的な衛星航法システムであるTRANSITを用いて測定すると、北米測地系は、地心座標系（全地球的測地系）の観点から見ると、グリニッジ子午線から東におよそ100mずれた子午線を本初子午線としていることが明らかになった。これが現在国際的に使用されるIERS基準子午線となった。

## 全地球的測地系への移行
地球は完全な球体ではなく南北につぶれた形をしており、しかも細かな凹凸があるため複雑である。そのため現在では経緯度を定義するには、地形ではなく地球の重力ポテンシャルに基づき導出された地球の形に相当するジオイドを考え、それを良く近似し重心の位置も正確な回転楕円体を定義し、その表面上の法線から決定されている。
しかし各国が自分の国の経緯度原点を決めた時代は、そのような地球の正確な形および重心の位置は明らかではなかった。そのため各国は、自国に経緯度原点を定義し、その地点で重力鉛直線偏差をゼロと仮定し適切な回転楕円体を準拠楕円体として採用していた。そのため後に人工衛星信号のドップラー観測値の利用などで正確な全地球的重力ポテンシャルが明らかになり始めると、準拠楕円体の形状と中心のずれが見えてくるようになった。また各国が採用している準拠楕円体は異なるため、国によっても経緯度に差が見られるという弊害もあった。
1980年頃にはかなり正確な全地球的重力ポテンシャルが明らかになり、準拠楕円体GRS80が策定された。
1990年代以降、GRS80に基づく全地球的測地系を採用する国が次第に増えてきた。北米測地系は、1983年の改訂により全地球的測地系の要素を大きく取り入れた。
日本では、それまでベッセル楕円体と呼ばれる準拠楕円体を使っていたが、2002年に全地球的測地系へと移行した。これにより経度の原点は12秒西に移動した。測地系移行に伴い日本全国の三角点の経緯度も改定されたが、その際には、基準を定めて以降に起きた地殻変動や測量精度の向上による変化も考慮に入れた。

## 現在の経度測定
現在は、経度や緯度はGPS（グローバル・ポジショニング・システム）を使用することで求められる。経度を求めたい地点で、複数のGPS衛星から放射される電波を受け取り、その到着時間とGPS衛星の位置を元に、正確な位置が分かる。より正確に求めるには、位置を求めたい場所の他に、すでに経緯度が分かっている場所（三角点など）でも電波を受け取り、両地点の相対的な位置を求めることで確定させる。このような技術を使うことで、数cmの誤差で経度を求めることができる。